# 坎布里亞派恩斯 (加利福尼亞州)
坎布里亞派恩斯（英語：Cambria Pines）是位於美國加利福尼亞州聖路易斯-奧比斯保縣的一個非建制地區。該地的面積和人口皆未知。

## 地理
坎布里亞派恩斯的座標為35°34′03″N 121°05′39″W / 35.56750°N 121.09417°W，而該地的平均海拔高度為60米（即190英尺）。